# Український студент (Прага)
«Украї́нський студе́нт» — друкований орган земляцтва студентів-українців з Наддніпрянської України у Празі. Виходив у 1920, 1922—1924 роках.
Відіграв велику роль в об'єднанні українських студентів в еміграції для культурно-національної та наукової діяльності, сприяв активізації студентського життя.